# Безумная Евдокия
«Безумная Евдокия» — повесть  советского писателя и драматурга Анатолия Георгиевича Алексина. Напечатана в журнале «Юность» в июне 1976 года.

## История создания
У Анатолия Алексина была подруга, начальница отдела кадров СП СССР, — Нина Васильевна Боровская. Дочь Нины Боровской была проблемной девочкой-подростком, которую Алексин не раз помогал вытаскивать из разных неприятных ситуаций. Однажды дочь Боровской не пришла домой вовремя из туристического похода; Боровская вызвала к себе Алексина, и они стали обзванивать больницы, милицию, морги. Дочь явилась через два дня и даже не подозревала о том, что её непредвиденное отсутствие мать могла принять так близко к сердцу. Под влиянием этой истории Алексин написал «Безумную Евдокию». Первоначальное название повести — «Оленька».

## Сюжет
В школе некоего города учится девятиклассница Оля, единственная дочь у родителей. Когда-то её мать любила петь, а отец писал фантастические рассказы, но с рождением дочери эти их увлечения ушли на второй план. Мать Оли Надя страдала пороком сердца, и врачи не рекомендовали ей иметь детей, но Надя настолько мечтала о дочери, что пренебрегла запретом врачей, в результате чего ей пришлось полгода провести в больнице. Когда Оля родилась, Надя написала мужу записку, где сказала о дочери «Спасибо ей!» Уже в раннем возрасте у Оли проявились замечательные способности к изобразительному искусству, параллельно с основной школой она учится ещё и в художественной. Родители очень гордятся своей талантливой дочерью.
Классным руководителем Оли является учительница истории Евдокия Савельевна, обладающая странным вкусом в одежде и бурным характером, за что Оля её прозвала «безумной Евдокией». Эта учительница имеет склонность подчёркивать малейший успех слабых и посредственных учеников и при этом забывает отмечать талантливых. Она внимательно следит за судьбой своих бывших учеников, часто приглашает их на встречи с Олиным классом, причём Оля и её родители замечают, что практически все эти бывшие ученики получили самые рядовые профессии (шеф-повар, шофёр, диспетчер), никто из них не добился ничего выдающегося. Такая педагогическая практика Евдокии Савельевны идёт вразрез с Олиным характером. Во-первых, напряжённый график Оли не оставляет ей времени на школьные мероприятия, тем более что эти мероприятия для неё не интересны. Во-вторых, Оля считает, что Евдокия Савельевна просто не способна оценить её таланты. Так, однажды Олин класс под руководством Евдокии Савельевны ставит спектакль на английском языке, но Оле, хотя она и владеет этим языком лучше всех в классе, достаётся лишь третьестепенная роль. Оля часто подшучивает над Евдокией Савельевной, иногда в рифму. Родители во всём согласны с дочерью, хотя Надя иногда пытается приучить дочь к тактичности — по мнению Нади, если Евдокии Савельевне так дороги её бывшие ученики, то не стоит придумывать рифмованные дразнилки на эту тему.
Одно время Оля дружит со своей одноклассницей Люсей. Однажды Оля, пообещав взять Люсю на встречу с известным художником, не смогла сделать это — в зале не оказалось для Люси места, в результате Люсе пришлось ждать подругу на улице. Люся обиделась на Олю. Дружба сводится на нет. Вскоре после этого Евдокия Савельевна делает Люсю старостой класса, и Люся отчитывает бывшую подругу за увиливание от дежурств и прочей общественной работы. Оля и её родители считают поведение Люси предательством.
Однажды Евдокия Савельевна планирует поход двух девятых классов по местам боевой деятельности Мити Калягина — её бывшего ученика, совершившего во время войны смелый поступок. В 1942 году тринадцатилетний Митя доставил медикаменты своему дяде-врачу, лечившему спрятанных солдат, причём проявил при этом находчивость — нашёл кратчайший путь к дому дяди. Два девятых класса должны найти этот путь, причём выигравший класс получит приз. Оля не хочет идти в этот поход, но всё же идёт под влиянием как Бори, главного активиста класса, так и матери, боящейся, что её дочери, у которой не за горами окончание школы, могут испортить характеристику.
На следующее утро в квартире родителей Оли появляется Евдокия Савельевна с Люсей и Борей. Евдокия Савельевна извещает Олиных родителей о том, что ночью Оля исчезла в неизвестном направлении. Удостоверившись в том, что дома Оли нет и не было, Евдокия Савельевна звонит в различные места по телефону, подключая к поискам и Митю Калягина, а родители не находят себе места от волнения. Отец Оли считает, что, скорее всего, в походе его дочь так обидели, что та не смогла этого стерпеть и сбежала — никаких других причин для внезапного исчезновения дочери он найти не может.
Когда Евдокии Савельевне надо на минуту отлучиться, звонит телефон, к нему подходит Надя. Ей говорят, что звонят из морга и необходимо приехать туда и опознать труп девушки. После этого разговора Надя теряет над собой контроль и повторяет одну и ту же фразу «я не узна́ю её». Вдруг открывается дверь, появляется Оля, живая и невредимая — оказалось, она, убежав из палатки, нашла путь, пройденный Митей Калягиным и получила приз (фотографию молодой Евдокии Савельевны, прятавшей у себя тех солдат.) Но приход Оли происходит слишком поздно — Надя потеряла рассудок, и её увозят в психиатрическую больницу. По дороге из больницы происходит разговор между Евдокией Савельевной и отцом Оли. В результате отец Оли впервые задумывается над тем, что Евдокию Савельевну до сих пор он рассматривал только через призму взгляда Оли и что именно его привычка оправдывать эгоистическое поведение Оли привела к случившейся трагедии.

## Критика
Произведение вызвало огромное количество читательских рецензий. Одни читатели считали, что Евдокия Савельевна была абсолютно права, другие — что, хотя Оля и неправа, Евдокия Савельевна неправа ещё больше, так как, будучи классным руководителем и руководителем похода, она позволила себе несколько недопустимых ошибок, ставящих под сомнение её профессиональную пригодность (так, Евдокия Савельевна не позаботилась о том, чтобы пересчитать участников похода перед отбоем, а также неграмотно вела поиски пропавшей Оли — фактически учительница повторила ошибку Генки Петрова, героя «Бронзовой птицы» А. Н. Рыбакова; в книге Рыбакова Генкины товарищи-комсомольцы сурово осудили действия Генки, в подобной ситуации поступившего точно так же, как Евдокия Савельевна, а ведь то, что непростительно школьнику-старшекласснику, тем более непростительно многоопытному педагогу.)

## Судьба произведения
Впервые повесть была опубликована в журнале «Юность» № 6 за 1976 год. Тираж составил 2 660 000 экземпляров. Повесть была переиздана более сорока раз; общий тираж составил более 10 миллионов экземпляров. В 1978 году, — в составе пяти повестей Алексина,— она была награждена Государственной премией СССР.

Ни одна из алексинских повестей не вызывала столь широкого и противоречивого отклика в прессе. Появилось свыше восьмидесяти рецензий, защищавших нравственную позицию Евдокии Савельевны, или отрицавших эту позицию; осуждавших юную эгоистку, либо оправдывавших Оленьку…— 
По повести также был поставлен радиоспектакль «Безумная Евдокия».
Повесть «„Безумная“ Евдокия» была переведена на:

| - английский - болгарский - венгерский - вьетнамский - греческий | - испанский - китайский - персидский - польский - суахили | - чешский - югославский - японский - все языки союзных республик бывшего СССР. |